# Nemoli
Nemoli község (comune) Olaszország Basilicata régiójában, Potenza megyében.

## Fekvése
A megye délnyugati részén fekszik. Határai: Lagonegro, Lauria, Rivello és Trecchina.

## Története
A települést a 11. század elején alapították. 1833-ig Lauria része volt, ezt követően vált önálló községgé.

## Népessége
A népesség számának alakulása:

## Főbb látnivalói
- Santa Maria delle Grazie-templom
- Santa Maria-templom
- Palazzo Filizzola